# ジベンゾイルモルヒネ
ジベンゾイルモルヒネ(Dibenzoylmorphine)は、モルヒネの誘導体であるオピエートのアナログである。イギリスのCR Alders Wrightによって1875年に初めて合成された後、1900年代初頭に他の様々なモルヒネのエステルとともに開発されたが、医療用には用いられず、1925年にヘロインの販売が制限されて以降の約5年間、「デザイナードラッグ」として広く販売された。効果は事実上、ヘロインやモルヒネと同一だとされ、1930年に国際連盟のHealth Committeeによって、ジアセチルモルヒネの代替物としての販売が国際的に禁止された。
製造は、他のモルヒネエステルと同様に行われる。モルヒネを酸無水物（または塩酸等のその他の酸）で処理し、モノ、ジ、トリ、またはテトラエステルを得る。例えば、1875年の最初の合成では、モルヒネを安息香酸中で130℃で、無水酢酸を用いてヘロインを製造する要領で加熱した。